# 日本の労働組合
日本における労働組合（にほん における ろうどうくみあい）は、労働組合法を根拠としており厚生労働省が所管する。組合加入率は16.3%（2023年）であった。団体交渉は、主に地方または会社レベルで行わており、春闘として独自の形式を持つ。
労働組合は、職業別労働組合から出発し、一般組合を経て産業別労働組合へと発展していくのが、多くの先進工業国でみられた展開過程であったが、日本においては、職能別労働組合から企業別労働組合へという過程が特徴的である。
国会や地方議会の委員会の公聴会や中央官公庁や地方自治体が設置する審議会や懇話会などにも利害関係者としてメンバーを派遣して意見を述べさせることもある（公聴人・専門委員など）。

## 産業セクター
企業別労働組合を主とし、産業、地域、職種等によって組織される欧州諸国の労働組合とは異なる特色を有している。そのうえで、企業別組合では対応できない課題に取り組むため、これらが産業別に集まって連合体（単産）を結成し、通常各産業の主力企業の組合が単産の主導権を握っている。おもな単産として自治労、自動車総連、電機連合、UAゼンセンなどがある。さらに単産が集まって全国的組織を形成している。
日本の全国的連合組織（ナショナルセンター）は、大きく3つに分けられる。
- 日本労働組合総連合会（連合）
- 全国労働組合総連合（全労連）
- 全国労働組合連絡協議会（全労協）

一方、大手銀行や商社などの企業別組合はこうした上部組織のいずれにも加盟せず、企業内の組合にとどまっているものが多い。
所属企業や職種・産業の枠にこだわらず、個人単位でも加入できる労働組合（合同労働組合。このような労働組合は「ユニオン」「一般労働組合」と呼ばれることもある）もあり、企業別組合のない企業に勤務する労働者（大阪地域合同労働組合など）、企業別組合に加入できない非正規雇用の者（首都圏青年ユニオンやフリーター全般労働組合など）、管理職などを主な対象としている。企業別組合が地域を異にしても従業員を同組合に組織しているのに対し、合同労組は、活動の限界を考えて組織範囲を特定地域に限定することが一般的で、近年その紛争解決力の高さで存在をアピールしている。

## 加入率

OECD各国の労働組合加入率（従業員に占める割合％）

| 年       | 組織率 |
| -------- | ------ |
| 昭和44年 | 35.2%  |
| 昭和49年 | 33.9%  |
| 昭和54年 | 31.6%  |
| 昭和59年 | 29.1%  |
| 平成元年 | 25.9%  |
| 平成6年  | 24.1%  |
| 平成11年 | 22.2%  |
| 平成16年 | 19.2%  |
| 平成21年 | 18.5%  |
| 平成26年 | 17.5%  |
| 令和元年 | 16.7%  |
| 令和5年  | 16.3%  |

|                    | 組合加入 資格あり | うち、 組合員がいる | うち、 組合員はいない | 組合加入 資格なし |
| ------------------ | ----------------- | ------------------- | --------------------- | ----------------- |
| パートタイム労働者 | 37.3              | 30.0                | 6.8                   | 62.2              |
| 有期契約労働者     | 41.5              | 32.9                | 7.8                   | 57.9              |
| 嘱託労働者         | 39.6              | 29.9                | 8.7                   | 60.0              |
| 派遣労働者         | 6.6               | 2.2                 | 4.3                   | 93.2              |

## 法制度
- 本項で労働組合法について以下では条数のみを挙げる

現行法は日本国憲法第28条で「勤労者の団結する権利及び団体交渉その他の団体行動をする権利は、これを保障する」として定められて、これを受けて労働組合法などの法律が労働組合に関する権利や手続き等を定めている。
使用者は労働組合を組織することや加入すること、労働組合を通じて労働運動をすることを理由に不当な待遇をしたり、解雇するなどをすると不当労働行為となる（第7条）。ストライキなどの争議行動は、本来刑事上では騒乱罪（刑法第106条）や威力業務妨害罪（刑法第234条）、民事上では債務不履行（民法第415条）や不法行為（民法第709条）などに相当するが、日本国憲法上で保障される労働運動の権利を守る観点から、正当な争議行為に対しては刑法第35条（「法令又は正当な業務による行為は、罰しない。」）が適用され（第1条第2項、但し、いかなる場合においても暴力の行使は労働組合の正当な行為と解釈されてはならない）、またストライキその他の争議行為によって発生した損害について労働組合又はその組合員に対し賠償を請求することができない（民事免責、第8条）。
組合員の脱退について、規約に定めがない場合であっても組合員は自由に脱退しうるし、脱退には組合の承認を要する旨の規約条項は無効とされる。組合員がその意思に反してその資格を喪失する（除名の制裁）ことは、規約所定の事由及び手続きによらなければならない。
労働組合は、組合員に対する統制権の保持を法律上認められ、組合員はこれに服し、組合の決定した活動に加わり、組合費を納付するなどの義務を免れない立場に置かれるものであるが、それは組合からの脱退の自由を前提として初めて容認されることである。したがって組合から脱退する権利をおよそ行使しないことを組合員に義務付けて脱退の効力そのものを生じさせないとすることは、脱退の自由という重要な権利を奪い、組合の統制への永続的な服従を強いるものであるから、公序良俗に反して無効となる（民法第90条）。したがって組合の内部抗争において執行部派が解雇をちらつかせて反執行部派を抑え込むことは、事実上できなくなっている。
労働組合の大会決議において組合の推薦する特定候補以外の立候補者を支持する組合員の政治活動（選挙運動）を一般的・包括的に制限禁止し、これに違反する行動を行なった組合員は、統制違反として処分されるべき旨を決議することは、組合の統制権の限界を超えるものとして無効と解される。

### 団体交渉
労働組合はそのリーダーシップにより、組合員らの委任を受け、使用者又はその団体と労働協約その他労働条件等様々な事項について交渉を行う（第6条、日本国憲法第28条）。使用者は労働組合の正当な団体交渉（略して団交と表記する場合もある）には必ず応じなければならず、これに反すると不当労働行為となる（第7条）。一の事業場に複数の労働組合がある場合や、事業場の外部を拠点とする労働組合であっても、使用者はその全てと団体交渉に応じなければならない。弁護士や労働委員会立ち会いによる立会い団交なども存在する。

### 労働協約
組合による団体交渉や労使協議により労使双方が労働条件その他に関する事項について書面で合意した場合、この合意には就業規則や個々の労働契約に優越する効力が認められる（第14条~第18条）。

### 従業員の代表
一の組合がその事業場の労働者の過半数を組織している場合、その組合には当該事業場の従業員代表として労使協定の締結など様々な役割が認められ、その効力は他の組合員や組合員でない者に対しても及ぶ。ヨーロッパ諸国では超企業的な組合と企業・事業所レベルの従業員代表という異なる性格を持つ機関が相互に補完する役割を果たすのに対し、日本の組合はそれ自体が従業員代表に近い性格を持っているのが特徴的である。

### 便宜供与
通常、企業別労働組合は従業員の代表機関としての地位に伴い、様々な便宜供与が行われる。代表的なものとして、組合事務所の貸与や在籍専従などがある。便宜供与は法的には使用者の義務ではなく、交渉により任意に定める事項であるが、第2条に抵触しない最小限度の供与であれば、労使関係を円滑にする基盤となる。

#### 組合事務所の貸与
任意とはいっても、併存組合の一方にのみ貸与して他方には貸与しないことは、不当労働行為とされることがある。また正当事由があれば使用者は明渡しを請求できるが、事前の説明や代替事務所などの交渉手続きを踏まなければ、支配介入としてやはり不当労働行為とされることがある。
労働組合による企業の物的施設の利用は、本来使用者との合意に基づいて行われるべきものであって、組合または組合員において利用の必要性が大きいことの故に利用権限を取得し、使用者において右利用を受忍しなければならない義務を負うものではないから、使用者の許諾を得ず企業の物的施設を利用して組合活動を行うことは、これらの者に対しその利用を許さないことが使用者の権利濫用に当るような特段の事情ある場合を除き、職場環境を適正良好に保持し規律ある業務の運営態勢を確保するように物的施設を管理利用する使用者の権限を侵害し、企業秩序を乱すものであって、正当な組合活動として許容されない（国労札幌運転区事件、最判昭和54年10月30日）。
厚生労働省「平成28年労働組合活動等に関する実態調査」によれば、組合事務所としての企業施設の供与の有無をみると、「供与を受けている」74.8%（平成23年調査80.9%）、「供与を受けていない」22.7%（同17.8％）となっている。また、供与を受けている労働組合の供与の形態をみると、「無料で供与を受けている」79.0%（同74.0%）、「有料で供与を受けている」21.0%（同26.0%）となっている。また、組合活動のために企業施設の供与を要求した場合、「要求した場合には常に利用できる」と回答した割合を使用目的別にみると、「定期の会合」89.8%（同82.3%）、「臨時の会合」85.9%（同80.3%）、「闘争準備等のための活動」73.7%（同67.9%）、「その他の日常活動」84.5%（同77.5%）となっており、すべての目的において、前回調査結果を上回っている。

#### 在籍専従
労働組合における在籍専従とは、従業員の身分を保持したままもっぱら組合役員の業務に従事する制度もしくはそうした役職員を意味する。専従役職員は通常は休職扱いとされ、その期間中従業員としての労務の提供を免除される。労働組合は当然に使用者に在籍専従制度を要求しうるものではないが、一定規模の企業別労働組合にとって在籍専従制度は労働組合の存立のために不可欠であり、使用者が労働組合の要求にもかかわらず合理的根拠なしに在籍専従制度に同意しない場合は団結権侵害と評価される可能性がある。とくに合理的根拠なしにその制度を廃止することは、不当労働行為（支配介入）となる。
労働組合専従職員については、使用者が在籍のまま労働提供の義務を免除し、労働組合事務に専従することを使用者が認める場合には、使用者との労働基準法上の労働関係は存続する（平成11年3月31日基発168号）。したがって専従職員についても解雇等の労働基準法上の規定は適用される。なお労働組合専従職員における社会保険（健康保険、厚生年金保険）の適用については、従前の事業主との関係では被保険者資格を喪失するが、労働組合に使用される者として被保険者となる（昭和24年7月7日職発921号）。
在籍専従者は、労務提供を免除されるので、使用者に対する賃金請求権を有しないことになり、労働協約で双方納得の上賃金を支給した場合でも、不当労働行為にあたる（昭和24年6月9日労働省発労33号）。ただし、専従期間等を、出勤日数、昇給年限、勤続年数等に算入するか否かは、組合と使用者で自主的に決定されるべき問題であって、算入自体は「経理上の援助」には該当しない（昭和24年8月15日労収6374号、昭和24年9月12日労収7316号の2）。基本的には労働協約や慣行によって決められるが、役職員に対する使用者の一定の給付が経費援助に該当すれば不当労働行為が成立しうるし、団体の運営のための経費の支出につき使用者の経理上の援助をうけるものに該当すれば、自主性の要件を欠くことになり、労働組合が法内組合と認められないことになる。
専従期間終了後の扱いについても、基本的には協定等の定めによるが、専従前と同等の職位を持つポストに復帰させる例が多い。なお、労働協約上、組合専従終了後に同等の職位に復帰させる旨の定めがあったにもかかわらず、復職させた職務が従前と同等の職位とはいえないとして、不法行為の成立が認められた判例がある。

## 歴史

### 戦前
日本最初の労働組合は、アメリカ合衆国で近代的な労働組合運動を経験した高野房太郎や片山潜らによって1897年に結成された職工義勇会を母体に、同年7月5日に創立された労働組合期成会である。期成会の支援のもと、各地の職工たちは職業別組合を結成していった。しかし政府は1900年に治安警察法を制定し、労働者の団結を事実上禁止した。その後、日露戦争後の戦力増強に伴い各種の産業が興隆すると、大規模な労働争議や暴動、ストライキが発生した。中でも1921年の神戸における川崎造船所、三菱造船所における労働争議は大規模なもので、7月10日には約35,000人による大規模なデモ行進も行われた。これに対し兵庫県知事は軍隊の出動を要請し、7月14日には軍隊による争議団の検挙が始まった。7月29日には警察官の一隊がデモ隊を襲撃し死亡者も出た。会社は就業を再開し、多くの活動家を解雇したことで、この争議は労働者側の敗北に終わった。戦前の労働運動はその後労働者側の分裂、治安維持法の制定によりこれ以上の発展は見られなかった。一方、企業は労働組合の侵入を防ぐべく、日本的な労使関係として、労使の意思疎通機関としての工場委員会、新規学卒者を自社で技能養成を行う企業内技能養成制度、訓練した熟練工の企業への定着を狙う勤続昇給（年功賃金）が1920年代に大企業を中心に形成されていった。
1926年の第51回帝国議会に労働組合法政府案が提案された。これは、労働組合の結成、活動の支援を目的としたもので、労働組合の公認、法人格の付与、団結侵害行為の禁止などを規定していたが、衆議院で審議未了となった。その後1927年、1930年にも政府案が帝国議会に提出されるが、これも成立しなかった。
1938年国家総動員法の制定を機として、政府は全労働者を産業報国会に組織した。1940年11月に大日本産業報国会が発足し、従来の労働組合は消滅した。

### 戦後
第二次世界大戦集結直後の1945年（昭和20年）10月11日、ダグラス・マッカーサーは幣原喜重郎との会談の中で労働組合の結成奨励を要求するなど、当初は労働組合に寛容的な姿勢を示していたが、次第に連合国軍最高司令官総司令部の占領政策にそぐわない主張が見られ始めると弾圧を加えるようになった。
その中でも労働組合が次々と結成され、全日本産業別労働組合会議（産別会議）が全国的な運動を展開する。しかし、二・一ゼネストがアメリカ占領軍の命令によって中止を余儀なくされると、産別会議から離脱した多くの組合が企業別組合主義の総評に包摂され、戦後の労働組合は企業別組合が本流となっていく。
一般に労働組合＝左派、すなわち社会党系（現・社民党及び立憲民主党）や共産党の支持母体と看做されがちであるが、UAゼンセンなど政治的に右派的な思想を掲げる組合も存在する。

## ギャラリー

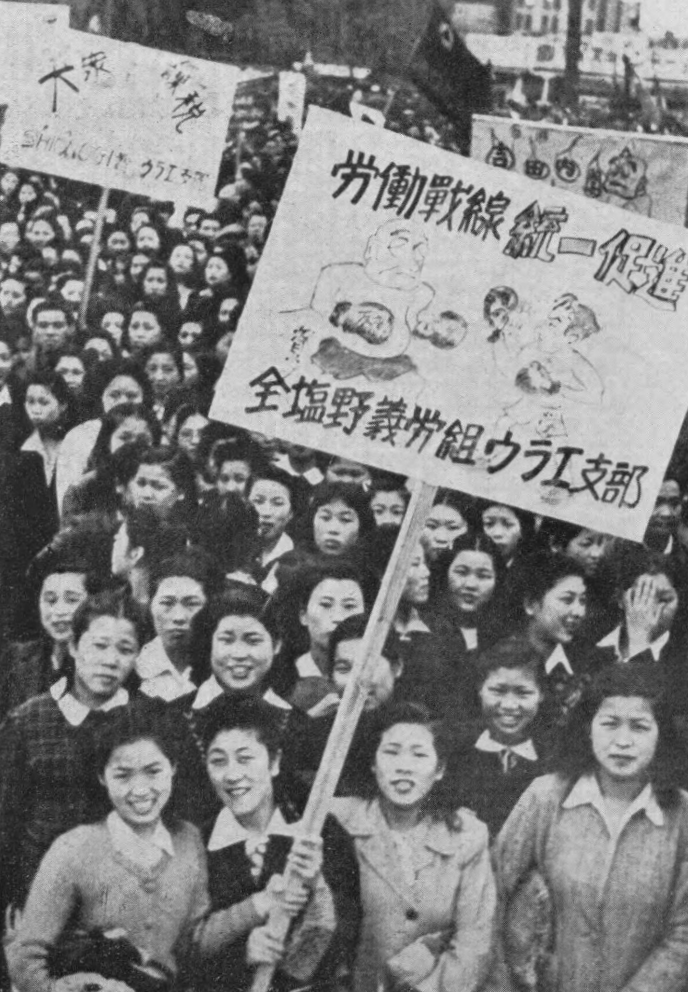
メーデーに参加する塩野義製薬の労働組合（1949年）
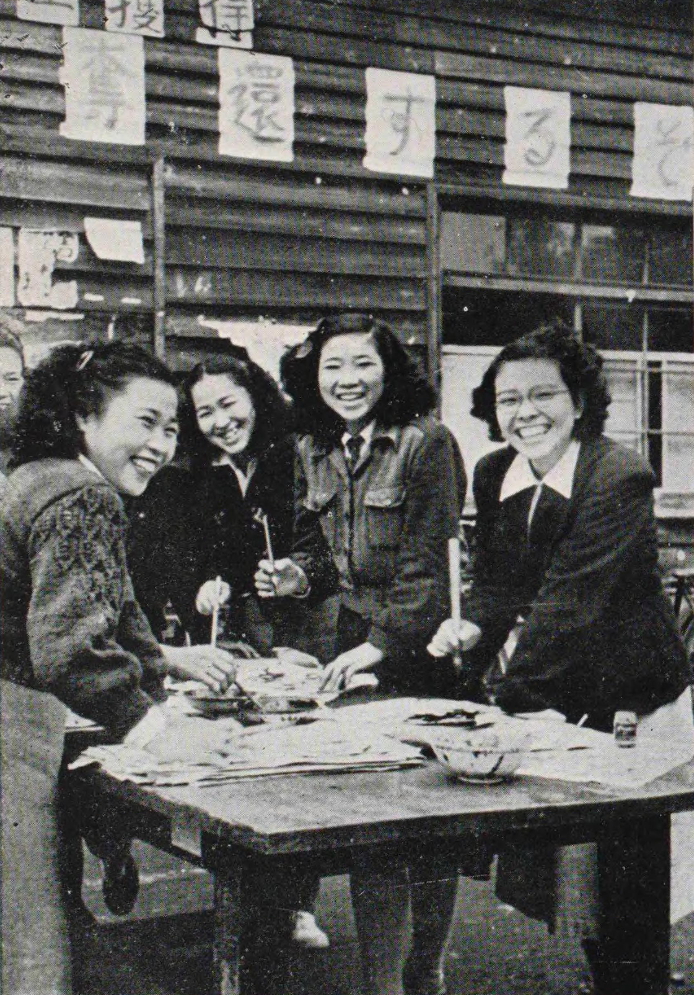
富士工業（現・SUBARU）三鷹工場の労働組合（1950年）
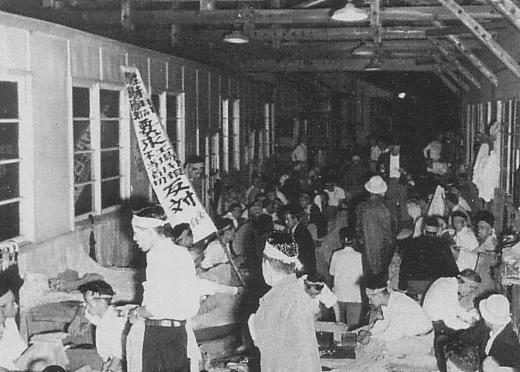
日産争議（1953年）
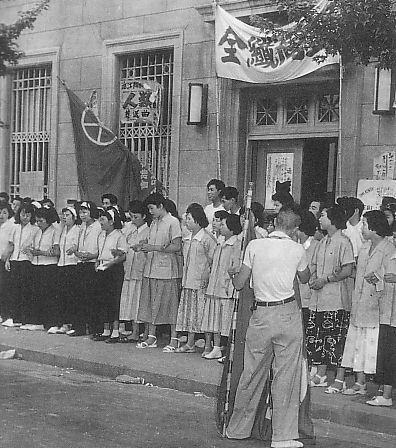
近江絹糸争議（1954年）
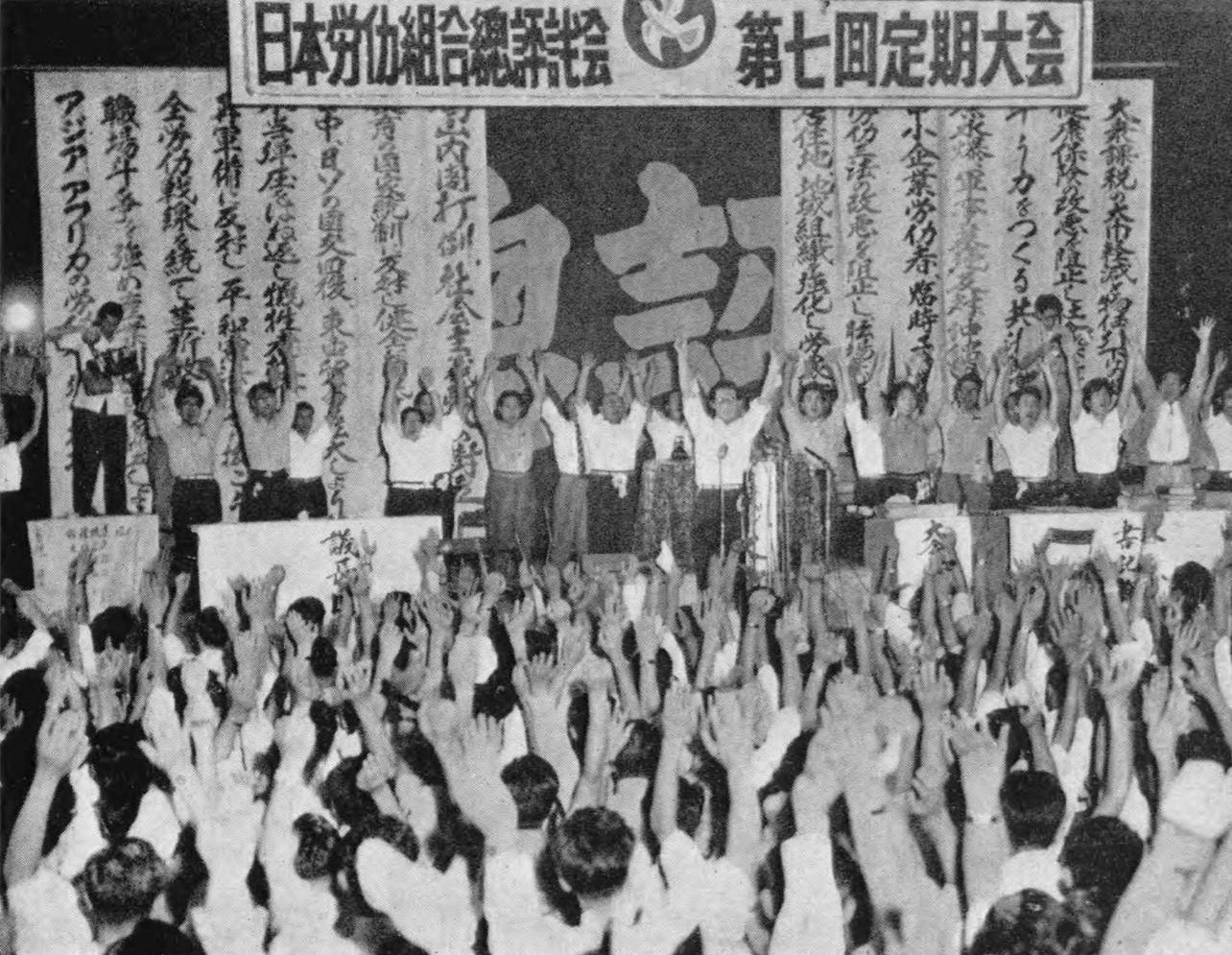
日本労働組合総評議会の第7回定期大会（1956年）

## 個人事業主の労働組合
税制上は個人事業主に定義されていても、芸能事務所と契約を結んだり、アニメ制作会社で集団作業をしたりするなど、（労働基準法上の労働者としては認められなくても）実態は労働者に近い職業もある。
- 労働組合法の労働者と認められた例としては、労働者#労働組合法を参照。

労働組合法上の労働者にも団体交渉の保護を及ぼす必要性と適切性が認められ、労働組合が存在する。代表的な労働組合として、日本プロ野球選手会、日本音楽家ユニオン、日本俳優連合等が挙げられる。平成末期以後、こうした「労働者性の強いフリーランス」に法的保護を与えるかどうかが大きな問題となっている。
アメリカ合衆国においてもフリーランスの事業者団体はさまざまな分野に存在する。

### 日本プロ野球選手会
1985年（昭和60年）11月14日、東京都地方労働委員会は、日本プロ野球選手会に労働組合としての資格を認定した。プロ野球選手の労働者性を根拠づける事実として、以下の点があげられる。
- 選手契約は毎年更新されていること。
- 練習・試合の日程・場所は球団側で一切決定し選手には決定権がないこと。
- 労働力の利用・配置について球団が監督を通して指揮命令を行使していること。
- 選手の報酬は野球のプレーという労務に対する対価であり、その待遇については団体交渉の保護を及ぼすことが必要かつ適切であること（最低年俸、年金、傷害補償、トレード制等）。

日本プロ野球選手会は労働組合であるために、団体交渉権を有し、組合員の労働条件に係る部分は義務的団体交渉事項に該当する。

## 課題
2023年（令和5年）6月30日現在における単一労働組合の労働組合数は22,789組合、労働組合員数は9,938千人で、前年に比べて労働組合数は257組合（1.1%）の減、労働組合員数は55,000人（0.5%）の減となっている。また、推定組織率（雇用者数に占める労働組合員数の割合）は、16.3%となっている。一方、パートタイム労働者の労働者組合員数は141万人となっていて、前年に比べて6,000人（0.4%）の増、全労働組合員数に占める割合は14.3%となっている。これらを調査事項に加えた1990年（平成2年）以降、おおむね令和期のコロナ禍までは過去最高を更新し続けてきたが、コロナ禍による落ち込みを経て、その後の伸びは鈍化傾向である。
組織拡大を重点課題として取り組んでいる労働組合の有無をみると、「取り組んでいる」26.7%（前回29.6%）、「取り組んでいない」73.3%（同70.1%）となっている。また、取り組まない理由（複数回答）としては「ほぼ十分な組織化が行われているため」54.7%（同50.4%）が最も高く、次いで「組織が拡大する見込みが少ないため」27.3%（同20.7%）、「他に取り組むべき重要課題があるため」16.9%（同20.0%）などとなっている。組織拡大の取組対象として特に重視している労働者の種類をみると、「新卒・中途採用の正社員」41.5%（同36.9%）が最も高くなっており、次いで「在籍する組合未加入の正社員」22.6%（同18.6%）、「パートタイム労働者」13.6%（同13.3%）などとなっている。組織拡大の取組対象としている労働者の種類ごとに組織化を進めていく上での問題点（複数回答）をみると、いずれの種類の労働者においても「組織化対象者の組合への関心が薄い」が最も多く、「パートタイム労働者」で68.7%（同63.9%）、「派遣労働者」で60.8%（同47.0%）などとなっている。

### 組織率の低下
第二次世界大戦の直後は推定組織率も60%以上に達していたものの、昭和50年以降低下傾向にあり、2003年（平成15年）には推定組織率は19.6%となり初めて20%を切った。また、従業員1000人以上の大企業においては推定組織率は41.5%にも及ぶが、100人未満の小企業においては0.9%程度である。
組織率が低下した要因としては、まず企業別組合の組織からはみ出した非正規雇用の比率の増加が大きいとされる。日本の企業別組合は正社員のみで組織されてきた歴史的経緯から、リストラ、パートタイマー・アルバイト・派遣社員・有期契約社員の増加などによる雇用形態の多様化といった、21世紀における多くの労働者が実際に直面している問題への取り組みが大きく遅れることになった。また、左派運動において1970年代頃から労働者階級主義が批判されてアイデンティティ政治や事実上の新自由主義（第三の道）へ転向する動きが続いたため、先進国の労働者大衆は軽視される存在となっていた。現在、合同労働組合を中心に非正規労働者の組織化が進んでいて、非正規労働者側の権利意識の向上に努めている。また、サービス業など非正規労働者の割合が多い産業では企業内に非正規労働者のみで労働組合を結成する例、大都市圏では学生アルバイトの待遇改善を掲げる「学生ユニオン」などの例もある。2007年の春闘では、連合が非正規労働者の労働条件改善を要求として掲げ、同年、非正規雇用労働者の処遇改善、ネットワークづくりをすすめる「非正規労働センター」を開設した。また合同労働組合のこうした動きに対応して、従来の企業別労働組合においても非正規労働者を取り込む動き（オリエンタルランド等）も見られる。
一方で新興企業や業績が好調な企業は組合がなくてもよい程度の賃金と労働条件が既に与えられていることも挙げられる。また、多くの人材派遣業の会社には労働組合が無い。企業にとって万一の事態が起きた場合、その企業に組合が存在していると「迅速な」リストラ策が取りづらくなってしまう、という点が嫌気されて、投資家からは労働組合の存在について「株価にマイナス」と見る向きが多い。しかし同時に、健全な組合がないがゆえのリスクの側面をも見る必要がある。すなわち、経営者の行き過ぎを戒め、ブレーキをかけるものが実質的に不在になることで、経営危機へ追いやる可能性も高めるのである（創業経営者が労働組合に厳しい態度を取ってきたため労働組合が求めてきた違法・脱法行為の是正や労働環境の改善が果たされず、結果として経営危機に陥ったコムスンやゼンショーなどがこの事例である）。
また使用者側の法令違反が常態化したいわゆるブラック企業とされる会社では、労働組合の組織を試みた者に解雇や左遷などの報復を行うケースや、入社時に組合活動をしない旨を求められる（これらは不当労働行為にあたる）ケースもある。ブラック企業対策は近年大きな社会問題となっていて、社会全体で取り組むべき課題とされ、他人・他社の権利に関心を示してこなかった企業別組合の存在意義が試されている。
ほかにも、政府・地方公共団体などの社会保障制度が組合に取って代わってきたこと、組織率の高い製造業から組織率の低いサービス業へ産業構造がシフトしたこと、組合活動に時間を割くことが避けられるようになったこと、2000年代以前からの不況などにより企業の再構築が進められ、会社・部門の統廃合・人員整理などが進んで労働組合が解散していったこと、春闘などで組合が十分な成果を挙げられないため組合の存在意義を感じにくくなったこと、一部の労働組合が労働組合の本来の目的を忘れて専従職員らが政治活動に夢中になっている等が挙げられる。
かつては労働運動が盛んに行われ、高度成長期時代の日本における賃上げ闘争などはまさにその事例のひとつである。労働者の生活レベルが現在よりもはるかに貧しかった時代には、日本人の生活水準向上（ひいては日本経済の拡大）に大いに貢献したといえる。1960年の三井三池争議までは大争議が多かったが、やがて労使交渉の合意達成の手段を労使とも学習していき、1980年代に入ると労使交渉を労働委員会に頼らず労使自治のもと自主解決を目指す民間労使関係へと転換した。こうして労使交渉をストライキなしで解決する仕組みと慣行が確立した結果、2012年の労働委員会へのあっせん等の申請件数はピーク時の10分の1以下である209件となっている。
バブル崩壊以降、正社員の解雇に対しては、当然労働組合は反対の立場・抵抗の意思を見せるが、非正規はそうではない。結果として団塊～バブル世代などの雇用を守る分、新卒採用を絞ることになり、若者の就職率悪化の要因の一つを作った、勤労者の中に身分制ができているという批判が、赤木智弘らロスジェネ派から起こされた。2000年代に労組絡みの不祥事が相次いで発覚した大阪市（大阪市の不祥事を参照）を中心に大阪維新の会・日本維新の会が議席を獲得しているが、背景として正規雇用者を守る労組が既得権益層とみなされているとの指摘がある。
逆に、経営合理化に協力して、正規労働者の非正規労働者への置き換えに抵抗しなかったとして批判される場合もある。
もっとも雇用形態の多様化は経済団体（使用者側）の主導で行われており、労働組合潰しという側面もある。

#### 労使コミュニケーション
使用者側との労使関係の維持についての認識をみると、「安定的に維持されている」53.1%（前回42.7%）、「おおむね安定的に維持されている」38.2%（同46.4%）であり、「安定的」と認識している労働組合は91.3%（同89.1%）、「どちらともいえない」5.2%（同6.2%）、「やや不安定である」1.4%（同2.8%）、「不安定である」1.6%（同0.9%）となっている。
事業所が労働者とどのような面での労使コミュニケーションを重視するか（複数回答）についてみると、「日常業務改善」75.3%（前回72.1%）が最も多く、次いで「作業環境改善」68.5%（同61.5%）、「職場の人間関係」65.1%（同62.2%）などとなっている。労働組合の有無別にみると、労働組合が「ある」事業所では「賃金、労働時間等労働条件」76.3%、「作業環境改善」75.9%などが多く、労働組合が「ない」事業所では「日常業務改善」76.1%、「職場の人間関係」68.5%などが多くなっている。
使用者と労働者とのコミュニケーションを円滑にする仕組みとして労使協議機関や職場懇談会が設けられることがあるが、労働組合のある事業所はない事業所よりもこれらを設置している割合が高い。全体では労使協議機関が「あり」とする事業所割合は40.3%（前回39.6%）、職場懇談会が「あり」とする事業所割合は53.7%（同52.8%）となっているが、労働組合のある事業所においては、労使協議機関が「あり」とする事業所割合は82.6%、職場懇談会が「あり」とする事業所割合は58.8%なのに対し、労働組合のない事業所においては、労使協議機関が「あり」とする事業所割合は15.6%、職場懇談会が「あり」とする事業所割合は50.7％である。さらに、労使協議機関の「成果があった」と回答した事業所は、労働組合のある事業所では66.4%なのに対し、労働組合のない事業所は42.6%にとどまる。また労働者に対する調査では、全体では事業所に労使協議機関が「ある」と答えた労働者の割合は36.2%（同43.5%）、「なし」26.2%（同28.6%）、「わからない」37.5%（同26.2%）となっているが、労使協議機関が「ある」とする労働者のうち、労使協議機関での協議内容、その結果についてどの程度知っているかをみると、「大体知っている」45.4%（同43.4%）、「一部知っている」38.2%（同39.0%）、「ほとんど知らない」15.8%（同16.0%）となっている。

### ネガティブなイメージ
日本の企業の経営者は、労働者の出世レースのゴールであることが多く（経営者と労働者の未分離）、それが過度の癒着、または対立を生む背景の一つであった。現在の日本では、労働組合活動自体があまり知られているとは言えない現状であり、労働組合というだけで「抵抗勢力」や「何にでも反対する」というレッテルを貼られがちであり、さらには先入観から労働運動自体に眉をひそめる人もいて、労働組合の果たしている労使協議等の多面的な機能が労働者に十分評価されていない。近年ではストックオプション制の導入など、労働者を経営側に取り込む動きも見られている。
一部の労組では、政治的な要求や現実離れした要求を振りかざし、他の組合との抗争や政治運動に明け暮れるだけで、本来の役割である労働条件の向上はなおざりにしてしまった組合や、新左翼運動の影響下にある組合、日本航空に見られるように、非妥協・対決路線に走り会社の現状を省みない組合となってしまったものもある（日本エアシステムとの合併がこの問題をさらに複雑にしている）。このため、大衆から「労働組合は過激派と結びついている」という見方が広がってしまった。また、かつての国鉄労働組合や国鉄動力車労働組合は旧国鉄時代、国鉄職員の日頃の勤務態度が芳しくない一方、利用者を省みない遵法闘争を繰り返して待遇改善を要求し、これが結果的に国民の国鉄離れや分割民営化を後押しする風潮を作り上げた。のみならず、公共交通機関における労働争議はその利用者から敵視され、上尾事件、首都圏国電暴動のような暴動に発展するケースがあった。阪神・淡路大震災では、一部の労働組合が自衛隊入港抗議デモを行い顰蹙を買った。
一方「労使協調」を掲げた組合（産経新聞社、日本航空（→日本航空の労働組合）など）では、形こそ労働組合として存在するものの、本来の機能を見失って形骸化し、会社側の言いなりとなって組合幹部が取締役会の末席に就くなど、「御用組合」「第二人事部」などと言われるに至る事例もある。場合によっては、そのような組合の存在自体が労働者に不利益となっていることもある。かつての日産自動車のように「労使協調」が労使間の癒着に発展した末に労働組合が経営や人事に介入するなど、社会的にも非難される行動に出る組合もあった。また、「週刊現代」がJR総連に加盟している組合を告発する記事を掲載したときに、その記事の内容について争いがあったとはいえ、JR総連と労使協調関係にあるJR東日本グループの売店などで「週刊現代」を販売しないという手段を取った事例がある。
公務員の労働組合についての批判は多く、日教組を巡る論争、消えた年金問題、ヤミ専従、大阪市の不祥事などが挙げられる。岐阜県庁裏金問題では、全日本自治団体労働組合に加盟している岐阜県職員組合が組合の金庫に裏金を保管するなど、公金横領に深く関わり、雇用者である岐阜県庁との癒着が指摘された。これに対して自治労は、「県当局と緊張関係を持ち、一定のチェック機能を果たすべき職員組合が、県当局中枢が関与した組織ぐるみの隠蔽工作に与してしまったことは、岐阜県民はもとより国民に対する背信的行為であると断じざるを得ず、その信頼を失ったことは、慙愧の念に耐えず、構成組織の立場からお詫び申し上げたい」との談話を発表し謝罪した。
また官公労働者の収入源は税金であることから労働組合が増税を後押ししていると指摘される。
組合員および組合のシンパに対しては、経営者にとって不都合な場合が多いため「共産主義者」「アカ」などのレッテル貼りがおこなわれ、時折職場でのいじめが問題となる場合がある。実際には資本主義経済のなかで自身の労働に対する取り分を主張しているだけであり、サラリーマンを中心とした労働者は給与賃金に対する主張を行うためにも労働組合を利用すべきである、という意見もみられる。
また、最近はごく一部であるが、労働争議権を濫用し、争議権の範囲を越える街頭宣伝活動などをおこなう労働組合もみられる。たとえば、個人単位でも加盟できる東京・中部地域労働者組合は、最高裁判所で解雇が正当であると認められたにもかかわらず解雇不当を訴えるなどの街宣活動を強行したため、解雇した企業とその代表者が裁判に訴え、東京地裁は「会社の名誉・信用を棄損し、平穏に営業活動を営む権利を侵害した」「虚偽の内容を含んだビラや執拗（しつよう）な街宣活動は表現の自由を逸脱し、平穏な営業活動を侵害する違法行為」と認定し、同組合に対して、対象企業近辺での街宣活動の禁止と200万円の損害賠償の支払いを命じた。

### 偽装請負の黙認
近年蔓延してきた偽装請負については、これまで大労組が事実上「黙認」しているといわれても仕方がない状態であった。連合会長・高木剛もこの事を認めている。理由としては、御用組合化の進行により経営側の方針に労働組合側が反発しづらくなっていることと、偽装請負を解消する場合、経営側がそのコストを、組合員である正社員の賃金を削減することにより捻出しようとするおそれがあるため、組合員の不利益になることを指摘できないためである（これは、同様に問題化している「下請いじめ」についても同様なことがいえる）。